# 庫哈里 (科韋利區)
51°5′22″N 25°13′23″E / 51.08944°N 25.22306°E
庫哈里（烏克蘭語：Кухарі），是烏克蘭的村落，位於該國西部沃倫州，由科韋利區負責管轄，面積9.8平方公里，海拔高度183米，2001年人口341，人口密度每平方公里34.8人。